# Ummidia gingoteague
Espèce
Ummidia gingoteague est une espèce d'araignées mygalomorphes de la famille des Halonoproctidae.

## Distribution
Cette espèce est endémique de Virginie aux États-Unis,.

## Description
La carapace du mâle holotype mesure 3,48 mm de long sur 3,49 mm et la carapace de la femelle paratype mesure 4,88 mm de long sur 4,53 mm.

## Étymologie
Cette espèce est nommée en l'honneur des Gingo Teagues.

## Publication originale
- Godwin & Bond, 2021 : « Taxonomic revision of the New World members of the trapdoor spider genus Ummidia Thorell (Araneae, Mygalomorphae, Halonoproctidae). » ZooKeys, no 1027, p. 1-65 (texte intégral).